# آنتیوخوس سوم (پادشاه کوماژن)
آنتیوخوس سوم اپیفان (یونانی: Ἀντίοχος ὀ Ἐπιφανής) از سال ۱۲ پیش از میلاد تا ۱۷ میلادی حاکم پادشاهی کوماژن بود. او پسر و جانشین پادشاه مهرداد سوم (کوماژن)  و آیوتاپا و از تباری ارمنی، یونانی ومادی بود
آنتیوخوس سوم در سال ۱۷ میلادی درگذشت. مرگ او برای پادشاهی ناخوشایند شد. در زمان درگذشت آنتیوخوس، کوماژن در آشفتگی سیاسی قرار گرفت. دلایل این اتفاق ناشناخته است. این‌طور به نظر می‌رسد که فرزندان آنها برای جانشینی پدرشان خیلی جوان بودند و هیچ توانی برای جلوگیری از ناآرامی‌های داخلی و متحد کردن شهروندان کوماژن نداشتند. از مرگ آنتیوخوس سوم، دو جناح ظاهر شده بودند: یکی جناح به سرپرستی اشراف که می‌خواستند کوماژن تحت سلطنت امپراتوری روم قرار بگیرد و جناح دیگر به رهبری شهروندان کوماژن بود که می‌خواستند استقلال خود را تحت حکومت شاه را حفظ کنند.
جناح‌های سیاسی کوماژن سفیران صلحی را به رم اعزام کرده بودند و به دنبال کمک و یاری از امپراتور روم تیبریوس، برای تصمیم‌گیری در مورد آینده کوماژن بودند. در واقع جناح‌های سیاسی این واقعیت سیاسی را پذیرفته بودند که روم بسیار قدرتمند است آماده بودند که هر تصمیمی که تیریوس بگیرد را بپزیرند و خود را برای زندگی تحت حاکمیت روم آماده کرده بودند و اعزام سفرا به روم در واقع نشانه پایان استقلال کوماژن بود.
تیبریوس تصمیم گرفت تا کوماژن را جزئی از استان روم سوریه کند. تصمیمی که تیبریوس گرفت با استقبال بسیاری از شهروندان کوماژن رو به رو شد، اما برخی، به ویژه کسانی که هوادار خانواده سلطنتی بودند، از این نتیجه ناراضی بودند. محل نگهداری ایوتاپا پس از الحاق کوماژن ناشناخته است. فرزندان او بزرگ شده و در رم زندگی می‌کردند. در سال ۳۸، امپراتور روم کالیگولا پادشاهی را به فرزندان خود آنتیوخوس بازگرداند.

## یادکرد
1. ↑  Chahin, Mark (2001). The Kingdom of Armenia. Routlege. pp. 190–191. ISBN 0-7007-1452-9.
2. ↑  Tacitus, The Annals 2.42